# Diócesis del Santísimo Salvador de Bayamo-Manzanillo
La diócesis del Santísimo Salvador de Bayamo-Manzanillo (en latín: Dioecesis Sanctissimi Salvatoris Bayamensis-Manzanillensis) es una circunscripción eclesiástica de la Iglesia católica en Cuba. Se trata de una diócesis latina, sufragánea de la arquidiócesis de Santiago de Cuba. Desde el 9 de julio de 2007 su obispo es Álvaro Julio Beyra Luarca.

## Territorio y organización

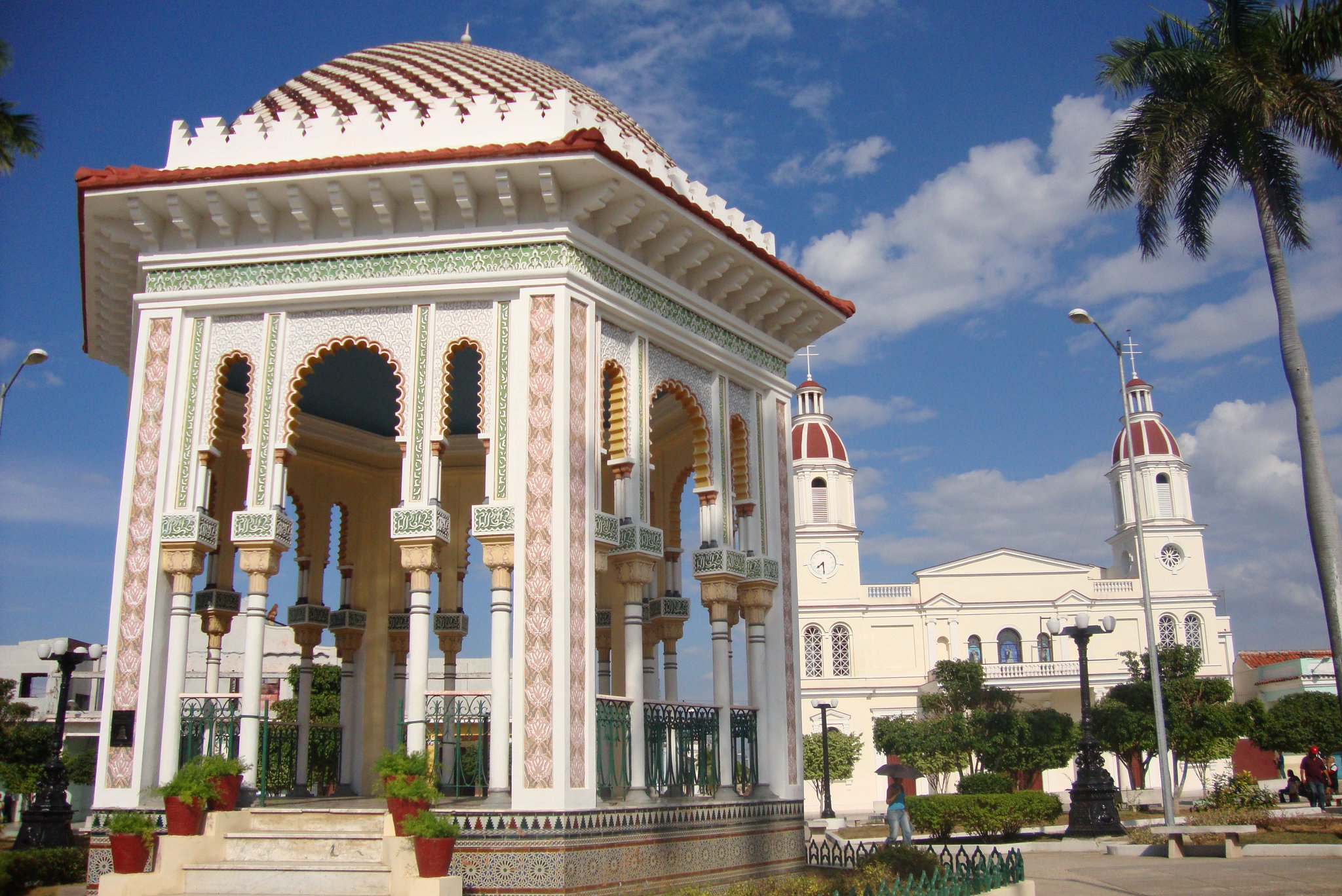
Parroquia de La Purísima Concepción, en Manzanillo

La diócesis tiene 8362 km² y extiende su jurisdicción sobre los fieles católicos de rito latino residentes en la provincia de Granma.
La sede de la diócesis se encuentra en la ciudad de Bayamo, en donde se halla la Catedral del Santísimo Salvador. La parroquia de La Purísima Concepción, en Manzanillo, es la parroquia mariana más importante de la diócesis y centro de formación en el área pastoral y educativa.
En 2022 en la diócesis existían 11 parroquias.

## Historia
La diócesis fue erigida el 9 de diciembre de 1995 mediante la bula Venerabilis Frater del papa Juan Pablo II, obteniendo el territorio de la arquidiócesis de Santiago de Cuba, convirtiéndola en sufragánea de la misma sede metropolitana.

## Estadísticas
Según el Anuario Pontificio 2023 la diócesis tenía a fines de 2022 un total de 213 160 fieles bautizados.
| Año                                                                             | Población            | Población | Población      | Sacerdotes | Sacerdotes    | Sacerdotes    | Bautizados por sacerdote | Diáconos permanentes | Religiosos | Religiosos | Parroquias |
| Año                                                                             | Bautizados católicos | Total     | % de católicos | Total      | Clero secular | Clero regular | Bautizados por sacerdote | Diáconos permanentes | Varones    | Mujeres    | Parroquias |
| ------------------------------------------------------------------------------- | -------------------- | --------- | -------------- | ---------- | ------------- | ------------- | ------------------------ | -------------------- | ---------- | ---------- | ---------- |
| 1999                                                                            | 221 000              | 823 000   | 26.9           | 11         | 7             | 4             | 20 090                   |                      | 4          | 14         | 7          |
| 2000                                                                            | 221 000              | 827 590   | 26.7           | 11         | 9             | 2             | 20 090                   |                      | 2          | 13         | 7          |
| 2001                                                                            | 222 000              | 830 064   | 26.7           | 11         | 9             | 2             | 20 181                   |                      | 2          | 16         | 7          |
| 2003                                                                            | 222 000              | 832 644   | 26.7           | 11         | 10            | 1             | 20 181                   |                      | 1          | 17         | 7          |
| 2004                                                                            | 222 000              | 832 644   | 26.7           | 15         | 15            |               | 14 800                   |                      |            | 17         | 9          |
| 2010                                                                            | 224 608              | 835 808   | 26.9           | 11         | 8             | 3             | 20 418                   |                      | 3          | 21         | 9          |
| 2014                                                                            | 222 821              | 830 645   | 26.8           | 13         | 6             | 7             | 17 140                   |                      | 7          | 23         | 11         |
| 2017                                                                            | 220                  | 834 869   | 26.4           | 17         | 8             | 9             | 12 954                   |                      | 9          | 16         | 11         |
| 2020                                                                            | 217 500              | 823 651   | 26.4           | 15         | 7             | 8             | 14 500                   |                      | 11         | 16         | 11         |
| 2022                                                                            | 213 160              | 814 400   | 26.2           | 16         | 8             | 8             | 13 322                   | 1                    | 9          | 16         | 11         |
| Fuente: Catholic-Hierarchy, que a su vez toma los datos del Anuario Pontificio. |                      |           |                |            |               |               |                          |                      |            |            |            |

## Episcopologio
- Dionisio Guillermo García Ibáñez (9 de diciembre de 1995-10 de febrero de 2007 nombrado arzobispo de Santiago de Cuba)
- Álvaro Julio Beyra Luarca, desde el 9 de julio de 2007